# Ericailcane
Erica il cane (Belluno, 1980) és el pseudònim d'un artista visual italià. La seva obra comprèn grafits, art de carrer, il·lustracions i dibuixos principalment de figures d'animals. Erica il cane pertany a la nova generació d'artistes de carrer europeus que han revolucionat la intervenció en espais públics.

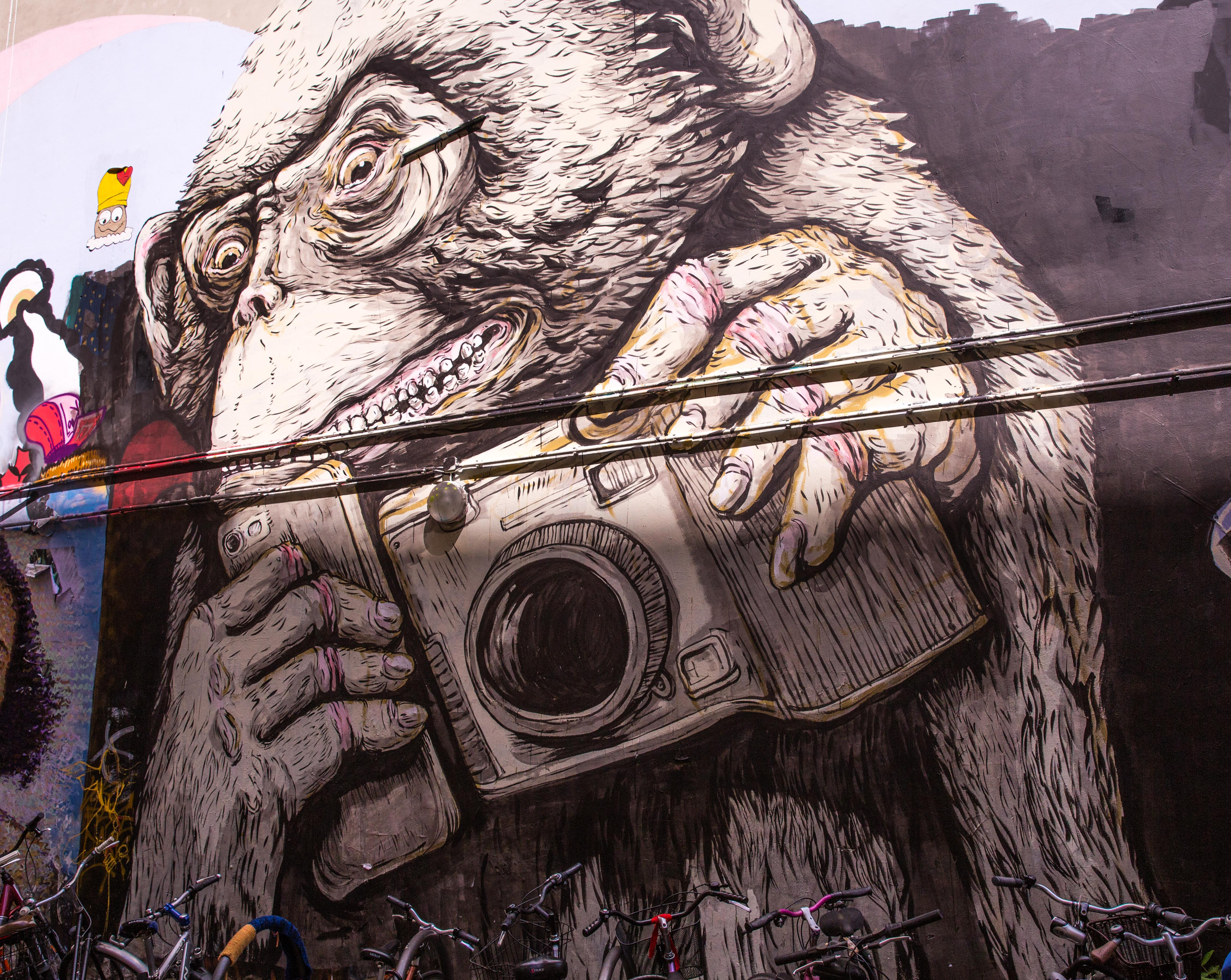
Berlín, 2014

Erica il cane fa art urbà des de principis dels anys 2000. Els seus murals i instal·lacions es poden trobar a diversos països europeus, Cisjordània i Amèrica. El mural de 2014 al pati del Centre Anna Frank de Berlín mostra un goril·la enfocant una càmera fotogràfica als vianants del carreró. Les seves obres han estat presentades en diverses exposicions i galeries.

## Trajectòria
Erica il cane va néixer a Belluno, una ciutat al nord del Vèneto. El seu pare, científic, va estimular la imaginació creativa del seu fill a una edat primerenca, fet que més tard es va manifestar en les seves representacions antropomòrfiques i personificades d'animals. Erica il cane va aprofundir en les seves habilitats artístiques estudiant a l'Acadèmia de Belles Arts de Bolonya, on va fer cursos de videoart i va entrar en contacte amb artistes de carrer com Blu amb qui va iniciar una col·laboració en què ambdós es complementaven artísticament. Mentre Blu creava les seves figures humanes característiques, sovint estranyes, Erica il cane pintava els seus animals expressius.

Les primeres obres d'Erica il cane a l'espai públic van ser els grafits que va pintar en diversos centres socials okupats representant idees crítiques amb el capitalisme, el consumisme i la globalització amb la tècnica de pintar amb un sol color i d'aplicar les figures de color blanc a la façana bruta i ruïnosa de l'edifici, assenyalant l'estat miserable inicial de l'espai abans de ser recuperat pel moviment okupa.

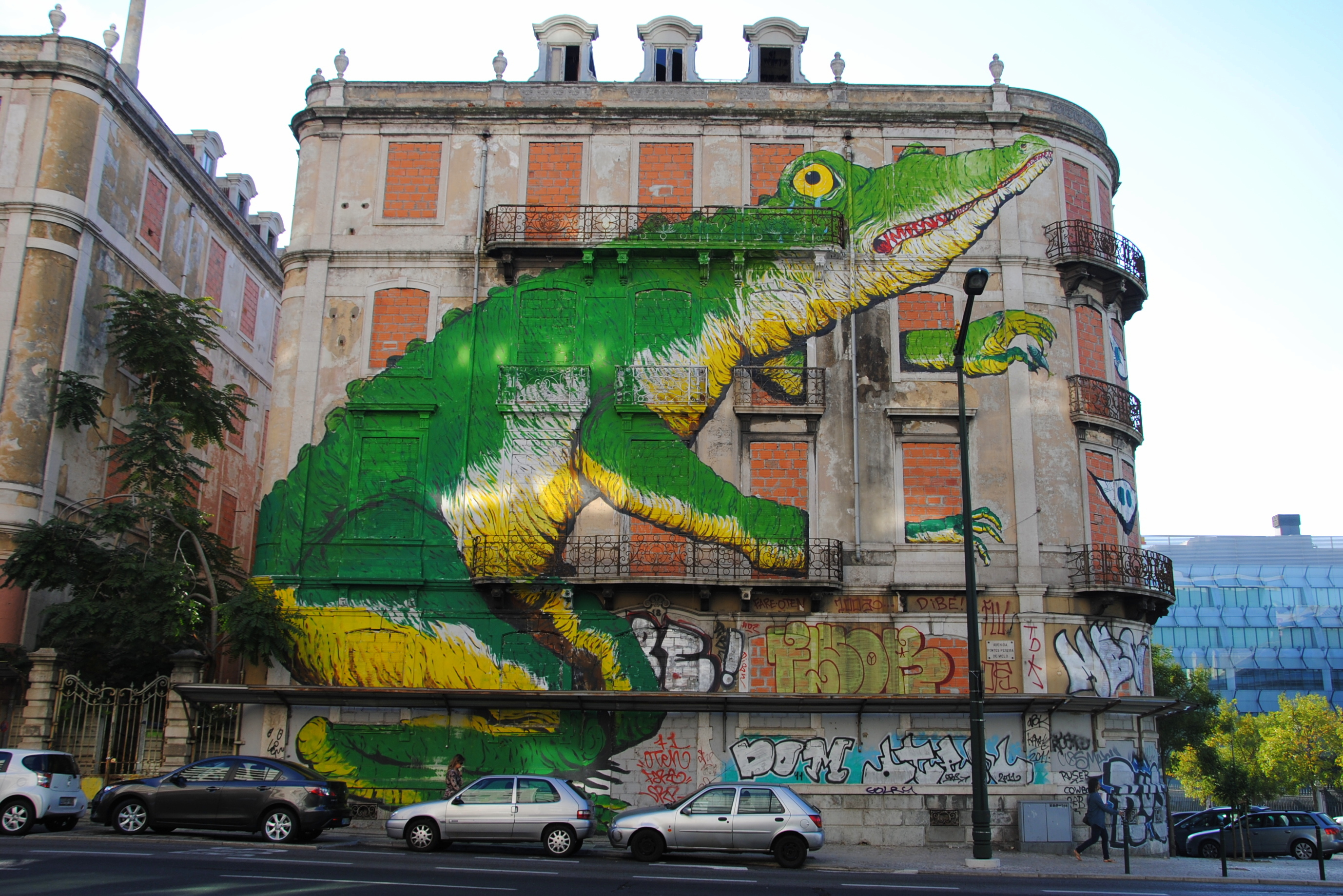
Projecte Crono, Lisboa, 2010

Les obres d'Erica il cane es distingeixen per la seva precisió. Representa principalment figures d'animals aquàtics i terrestres en contextos humans, sovint carregats de missatges socials i ecològics. Les majestuoses, monstruoses i aterridores figures dels seus murals s'assemblen a gravats de bèsties de la baixa edat mitjana. Inspirades en les il·lustracions infantils de l'època victoriana, les obres segueixen la tradició del dibuixant francès Grandville que va pintar criatures mixtes fetes de parts de persones, animals i plantes per tal de caracteritzar certes propietats dels retratats. Les seves imatges també recorden les fascinants i alhora terrorífiques criatures mítiques i dimonis del pintor Hieronymus Bosch. La mateixa iconografia es pot trobar als seus dibuixos, collages i instal·lacions. Erica il cane publica making-of dels seus murals i animacions amb llicències lliures a YouTube o Vimeo.